# Condado de Montgomery (Ohio)
El condado de Montgomery (en inglés: Montgomery County), fundado en 1803, es uno de 92 condados del estado estadounidense de Ohio. En el año 2000, el condado tenía una población de 559,062 habitantes y una densidad poblacional de 468 personas por km². La sede del condado es Dayton. El condado recibe su nombre en honor a Richard Montgomery. 

## Geografía
Según la Oficina del Censo, el condado tiene un área total de 1,203 km², de la cual 1,196 km² es tierra y 7 km² (0.85%) es agua.

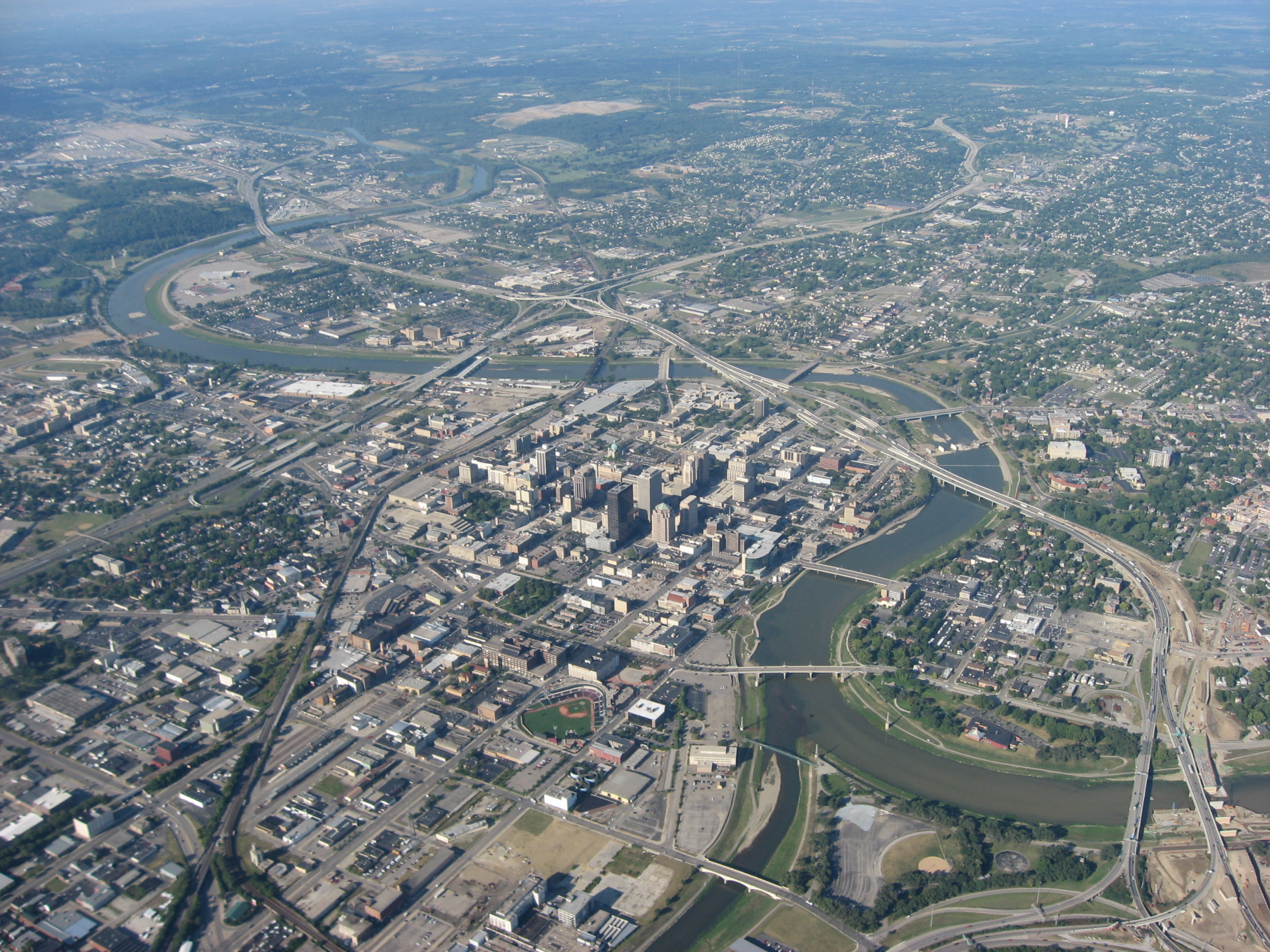
Centro de Dayton, la ciudad más grande del condado

### Condados adyacentes
- Condado de Miami (norte)
- Condado de Clark (noreste)
- Condado de Greene (este)
- Condado de Warren (sur)
- Condado de Butler (suroeste)
- Condado de Preble (oeste)
- Condado de Darke (noroeste)

## Demografía
Según la Oficina del Censo en 2000, los ingresos medios por hogar en el condado eran de $40,156, y los ingresos medios por familia eran $50,071. Los hombres tenían unos ingresos medios de $38,710 frente a los $27,297 para las mujeres. La renta per cápita para el condado era de $21,743. Alrededor del 11.30% de la población estaban por debajo del umbral de pobreza.

## Municipalidades

### Ciudades
| - Brookville - Carlisle - Centerville - Clayton - Dayton - Englewood | - Huber Heights - Kettering - Miamisburg - Moraine - Oakwood - Riverside | - Springboro - Trotwood - Union - Vandalia - West Carrollton |

### Villas
| - Farmersville - Germantown | - New Lebanon - Phillipsburg | - Verona |

### Lugares designados por el censo
| - Drexel - Fort McKinley | - Northridge - Shiloh | - Woodbourne-Hyde Park - Base de la Fuerza Aérea Wright-Patterson |

### Otras comunidades
- Chautauqua
- Pyrmont

### Municipios
El condado de Montgomery está dividido en 9 municipios:
| - Butler - Clay - German | - Harrison - Jackson - Jefferson | - Miami - Perry - Washington |